# Julius Axelrod
Julius Axelrod (ur. 30 maja 1912 w Nowym Jorku, zm. 29 grudnia 2004 w Rockville, Maryland) – farmakolog i biochemik amerykański, laureat Nagrody Nobla z medycyny w 1970 roku.

## Życiorys
Był synem żydowskich imigrantów z Polski. Nie dostał się na planowane studia medyczne, ponieważ każda uczelnia medyczna, w której składał aplikację, odrzucała jego podania. Przez kilka lat pracował jako laborant w miejskim Departamencie Zdrowia i Higieny Psychicznej Nowego Jorku, gdzie wypadek w laboratorium (wybuch butelki amoniaku) poważnie uszkodził mu lewe oko. W tym czasie prowadził badania suplementów witamin dodawanych do żywności.
W 1941 roku ukończył studia wieczorowe na Uniwersytecie Nowojorskim. W 1946 roku Institute for the Study of Analgesic and Sedative Drugs wyznaczył Bernarda Brodiego i Juliusa Axelroda do prowadzenia badań, mających wyjaśnić  występowanie methemoglobinemii – potencjalnie śmiertelnego stanu chorobowego, wiążącego się z upośledzeniem zdolności hemoglobiny do wiązania i przenoszenia tlenu, u pacjentów zażywających środki przeciwbólowe, niebędących pochodnymi aspiryny. W 1948 roku Brodie i Axelrod powiązali występowanie methemoglobinemii z przyjmowaniem acetanilidu i stwierdzili, że efekt przeciwbólowy tego leku jest związany z działaniem jego metabolitu – paracetamolu. Stali się rzecznikami stosowania paracetamolu, jako leku pozbawionego działań ubocznych charakterystycznych dla acetanilidu.
W latach 1958–1984 kierował sekcją farmakologii w Narodowym Instytucie Zdrowia Psychicznego w Bethesda (Maryland). Był członkiem m.in. Narodowej Akademii Nauk w Waszyngtonie oraz londyńskiego Royal Society.
W 1970 roku otrzymał wspólnie z Ulfem von Eulerem i Bernardem Katzem Nagrodę Nobla w dziedzinie medycyny za odkrycia dotyczące mediatorów synaptycznych, mechanizmów ich uwalniania, gromadzenia i unieczynniania. Badania te umożliwiły zrozumienie wielu problemów dotyczących przekazywania informacji w układzie nerwowym, a w konsekwencji opracowanie nowych metod leczenia w neurologii i psychiatrii. Axelrod zidentyfikował enzym, rozkładający chemiczne przekaźniki sygnałów nerwowych (neurotransmitery) w obrębie układu nerwowego (w sytuacjach, gdy nie są one już dłużej potrzebne). Odkrył także możliwość neutralizacji noradrenaliny przez enzym, metylotransferazę katecholową.
Axelrod ma również znaczący wkład do zrozumienia działania szyszynki i jej roli w  regulacji cyklu sen-czuwanie. Wraz z współpracownikami wykazał, że melatonina jest wytwarzana z tryptofanu, podobnie jak serotonina.